# Tiên Ti
Tiên Ti (giản thể: 鲜卑; phồn thể: 鮮卑; bính âm: Xiānbēi) là một dân tộc du mục ở phía bắc Trung Quốc, hậu duệ của người Sơn Nhung. Người Sơn Nhung bị liên quân Tề Yên tiêu diệt vào năm 660 TCN buộc họ chạy lên vùng đông bắc và bị đồng hóa thành người Đông Hồ. Sau thiền vu Hung Nô là Mặc Đốn tiêu diệt Đông Hồ, Đông Hồ bị phân thành người Tiên Ty và Ô Hoàn, tên gọi Tiên Ti có nghĩa là điềm tốt lành (cát tường) và thú thần, có lẽ là chỉ tới loài tuần lộc.
Thời kỳ nhà Hán, sau khi các bộ lạc du mục ở phía đông người Hung Nô bị thiền vu Mặc Đốn đánh bại thì các bộ lạc này phải rút lui về sinh sống tại khu vực núi Ô Hoàn và núi Tiên Ti, từ đó mà có tên gọi hai thị tộc Ô Hoàn và Tiên Ti, được gọi chung là các dân tộc Đông Hồ. Người Tiên Ti khởi nguyên tại vùng núi Tiên Ti trên ranh giới phía bắc Liêu Đông, sau đó chủ yếu hoạt động tại phía đông Nội Mông Cổ, trong khu vực phụ cận sông Cáp Cổ Lặc trong kì Khoa Nhĩ Thấm.
Trong thế kỷ 2 người Tiên Ti chiếm cứ lãnh thổ của Hung Nô, xưng hùng tại vùng tái bắc. Trong thế kỷ 4, sau khi Tây Tấn diệt vong, người Tiên Ti tại phía bắc Trung Quốc ngày nay lần lượt thành lập ra các nước Tiền Yên, Đại, Hậu Yên, Tây Yên, Tây Tần, Nam Lương, Nam Yên và Bắc Ngụy còn ở vùng ranh giới Mạc Bắc thì một chi xa của người Tiên Ti là Nhu Nhiên cũng xưng hùng xưng bá. Năm 439 Bắc Ngụy thống nhất phương bắc, sau đó giữa Bắc Ngụy và Nhu Nhiên thường phát sinh xung đột. Sau đó Bắc Ngụy trải qua Loạn Lục Trấn và bị phân chia thành Đông Ngụy và Tây Ngụy. Sau này Đông Ngụy và Tây Ngụy bị Bắc Tề, Bắc Chu thay thế. Sau đó Bắc Chu thống nhất vùng Hoa Bắc. Tới năm 581 thì Bắc Chu bị Dương Kiên soán vị, lập ra nhà Tùy. Hãn quốc Nhu Nhiên xưng bá ở vùng biên giới phía bắc cho tới năm 552 thì bị hãn quốc Đột Quyết tiêu diệt. Trong thời kỳ Ngũ Hồ thập lục quốc tại khu vực ngày nay là Thanh Hải cũng có một chi xa của người Tiên Ti lập ra hãn quốc Thổ Cốc Hồn. Hãn quốc này tồn tại tới năm 663 thì bị Thổ Phồn tiêu diệt.

## Truyền thuyết
Theo truyền thuyết thì người Tiên Ti bắt nguồn từ cháu của Hoàng Đế tên là Thủy Quân. Tấn thư có viết: Mộ Dung Hối là "người Tiên Ti ở Cức thành Xương Lê. Tổ tiên là dòng dõi con cháu thị tộc Hữu Hùng, sau di cư tới phương bắc, gọi là Đông Hồ. Thị tộc Hữu Hùng vốn là bộ lạc của Hoàng Đế. Có thuyết cho rằng tên gọi Tây Bá Lợi Á (Siberi) ngày nay có nguồn gốc từ "Tiên Ti Lợi Á". Cũng có người cho rằng Tích Bá có khả năng là sự chuyển âm từ Tiên Ti, với cách thức chuyển âm là: Simbei biến thành Sibe, Sibe biến thành Sibo (Tích Bá).

## Ngữ hệ

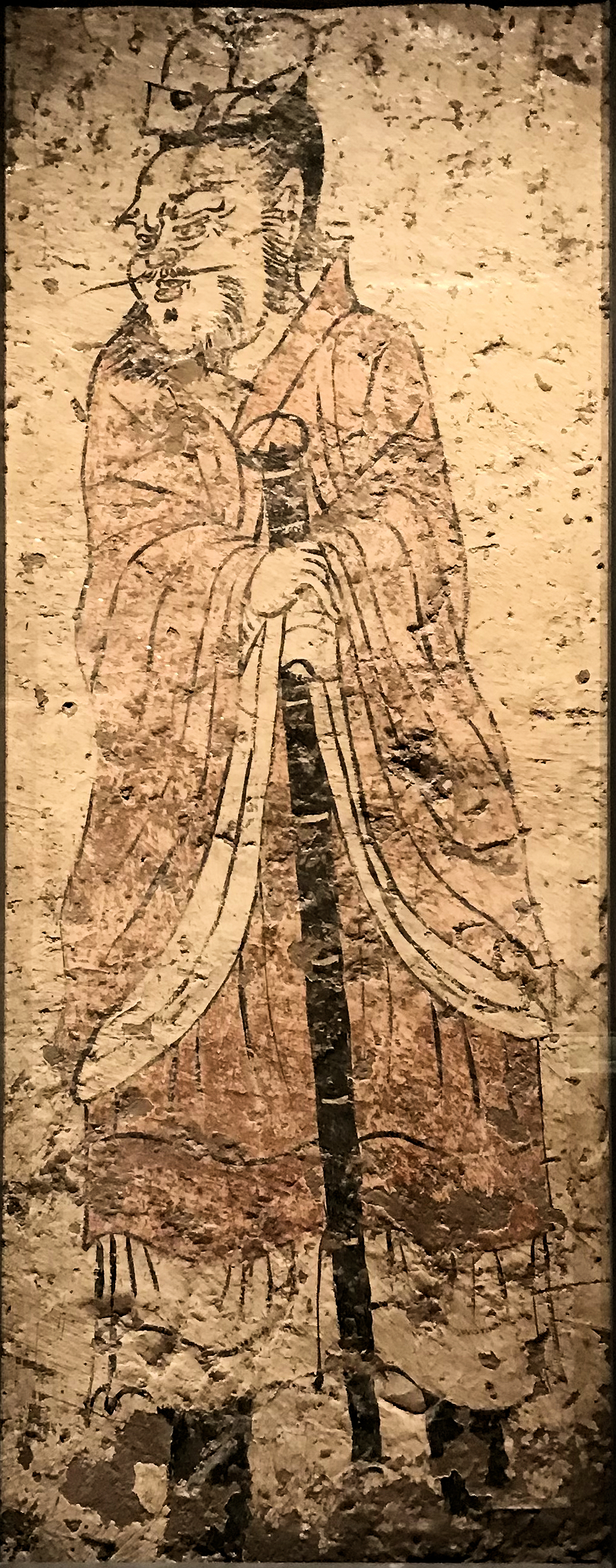
Bức tranh về tướng Lý Hiền của người Thác Bạt-Tiên Ti thời Bắc Chu (504–569)

Trước đây có thuyết cho rằng ngôn ngữ của người Tiên Ti thuộc hệ thống ngôn ngữ người Turk, song gần đây, có thuyết cho rằng thuộc ngữ hệ Mông Cổ.

## Thời kỳ Tam Quốc

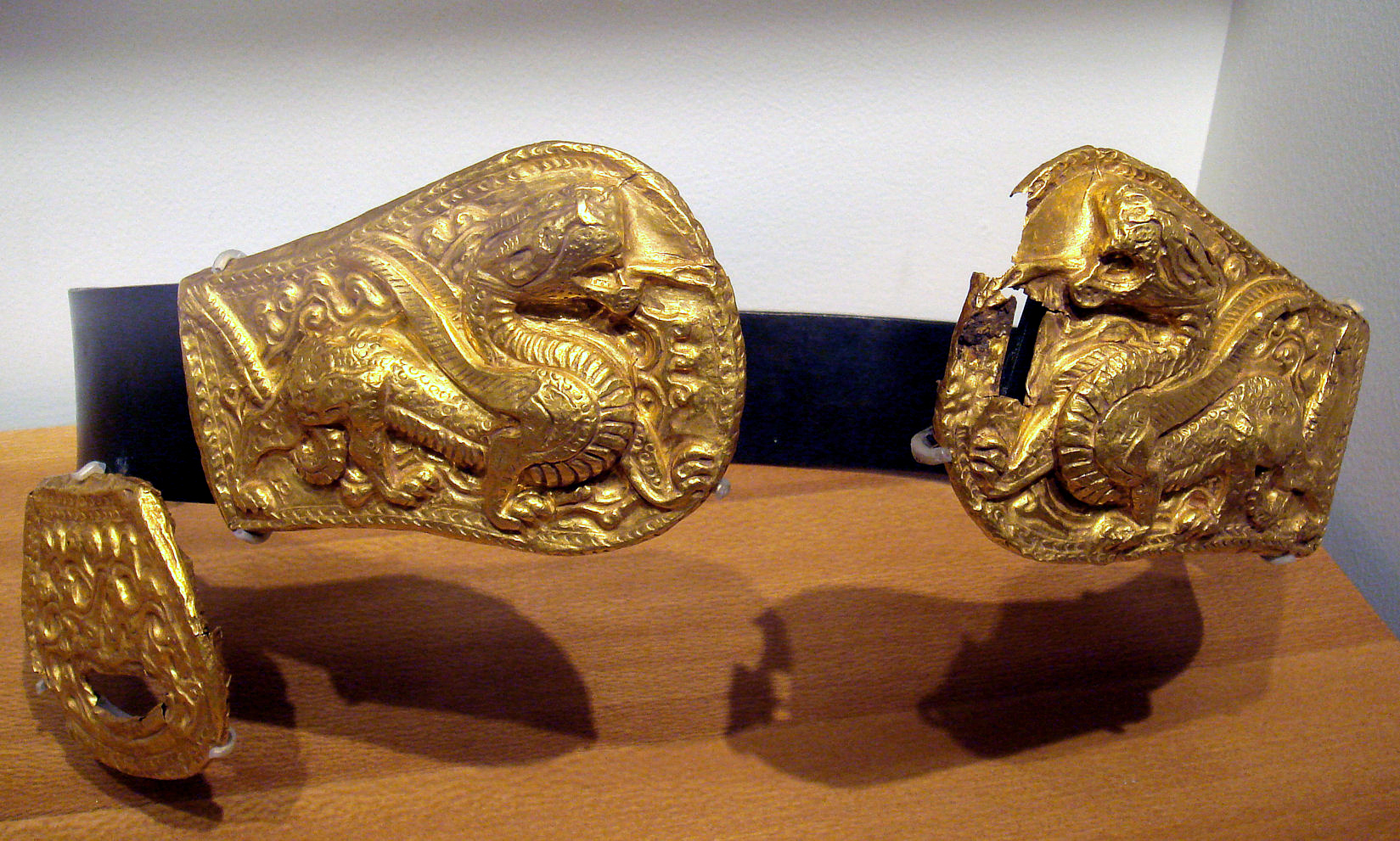
Khóa thắt lưng của người Tiên Ti, khoảng thế kỷ 3-4.

Thời kỳ Tam Quốc sau khi người Ô Hoàn bị Tào Tháo chinh phạt và suy yếu đi thì người Tiên Ti nổi lên. Năm 235, thứ sử U châu của Tào Ngụy là Vương Hùng sai thích khách giết Kha Bỉ Năng, lập Tố Lợi làm thủ lĩnh của người Tiên Ti. Giai đoạn này có thể coi là thời kỳ cổ đại của người Tiên Ti, trong Tam quốc chí phần "Ô Hoàn Tiên Ti Đông Di truyện" có thuật lại việc này.

### Danh sách quân chủ Tiên Ti
- Đàn Thạch Hòe, khoảng 141-181
- Hòa Liên 181-?
- Khôi Đầu ?-?
- Bộ Độ Căn ?-?
- Kha Bỉ Năng ?-235

### Bắc Tiên Ti
- Suất Huề vương Ô Luân
- Suất Huề hầu Kỳ Chí Kiện

### Tây Tiên Ti
- Bồ Đầu
- Tiết Quy Nê

### Đông Tiên Ti
- Quy Nghĩa vương Tố Lợi
- Thành Luật Quy
- Suất Nghĩa vương Mạc Hộ Bạt

## Thời kì Ngũ Hồ thập lục quốc
Trong thời kỳ từ Tây Tấn tới Đông Tấn và Ngũ Hồ thập lục quốc, người Tiên Ti có thể chia ra làm 3 bộ tộc lớn.

### Đông Tiên Ti
Người Đông Tiên Ti chia ra thành các bộ tộc Đoàn, Mộ Dung và Vũ Văn.
Bộ tộc Đoàn của các vua Đoàn bộ (250-352) xuất nguyên từ đông Tiên Ti từ thời nhà Hán, từng liên hợp cùng Lưu Côn (271-318) ở Tấn Dương, sau bị người Yết Hồ của Hậu Triệu đánh bại và chạy tản mát vào Trung Nguyên rồi bị Hán hóa. Một số chạy sang các nước Tây Yên, Bắc Lương thời Ngũ Hồ thập lục quốc, trong đó có Đoàn Tùy vua duy nhất của nước Tây Yên không mang họ Mộ Dung, Đoàn Nghiệp vua đầu tiên của nước Bắc Lương. Một số nhà nghiên cứu cho rằng bộ tộc Đoàn bộ này còn liên quan tới các vị quân chủ họ Đoàn của Vương quốc Đại Lý sau này. Trong số đó một số hậu duệ di cư sang Việt Nam từ Đại Lý và Trung Nguyên, nhưng chưa có căn cứ chứng minh cho điều đó.
Bộ tộc Mộ Dung với Mộ Dung Hoảng trong thời kỳ đầu của Ngũ Hồ thập lục quốc đã sáng lập nước Đại Yên, sử gọi là Tiền Yên. Sau khi vị quan tài năng là Mộ Dung Khác chết thì Tiền Yên suy yếu, tới thời Mộ Dung Vĩ trị vì thì Tiền Yên bị mất vào tay họ Bồ/Phù của bộ lạc Đê (tức Tiền Tần). Em của Mộ Dung Khác là Mộ Dung Thùy ban đầu hàng Tiền Tần, đến năm 384, sau khi Tiền Tần đại bại trong trận Phì Thủy thì Mộ Dung Thùy phục quốc, lập ra nước Yên, sử gọi là Hậu Yên. Đồng thời, em của Mộ Dung Vĩ là Mộ Dung Hoằng cũng kiến lập ra một nước Yên khác, sử gọi là Tây Yên. Năm 394 Tây Yên bị Hậu Yên tiêu diệt. Sau đó đến lượt Hậu Yên cũng bị thị tộc Thác Bạt của người Tiên Ti (Bắc Ngụy) đánh bại, phải chạy lên phía bắc. Một chi của hoàng tộc Hậu Yên còn lưu lại phía nam do Mộ Dung Đức đứng đầu thành lập ra Nam Yên. Sau đó Nam Yên bị Đông Tấn tiêu diệt.
Bộ tộc Vũ Văn cùng Cao Câu Ly giữ quan hệ tốt đẹp. Cuối thời kỳ Nam Bắc triều, thị tộc Vũ Văn soán ngôi vua nhà nước Tây Ngụy để thành lập Bắc Chu. Bắc Chu sau cũng bị ngoại thích là Dương Kiên soán ngôi để thành lập ra nhà Tùy. Bộ tộc Vũ Văn sau này trải qua nhiều lần thay đổi, di dời cho tới thời kỳ của người Khiết Đan thì trở thành một trong tám bộ của Khiết Đan.

### Bắc Tiên Ti
Người Bắc Tiên Ti trứ danh có bộ tộc Thác Bạt, lập ra Bắc Ngụy và nhiều lần giao chiến với Nhu Nhiên.
Năm 386, hậu duệ của nước Đại là Thác Bạt Khuê tự xưng Đại vương, thành lập Bắc Ngụy. Bắc Ngụy sau đó thống nhất miền bắc Trung Quốc, trong thời kỳ đầu của Nam Bắc triều thì Bắc Ngụy là triều đại đối lập với các triều đại của Nam triều. Năm 535, Bắc Ngụy bị phân chia thành Đông Ngụy và Tây Ngụy, và 2 nước này sau đó bị Bắc Tề của họ Cao và Bắc Chu của họ Vũ Văn thay thế.
Hãn quốc Nhu Nhiên cùng Bắc Ngụy của họ Thác Bạt, thống trị tại phía bắc Trung Quốc trong thời kỳ Nam Bắc triều, nhiều lần giao chiến. Năm 552, Nhu Nhiên bị hãn quốc Đột Quyết đánh bại, người Nhu Nhiên phân ra thành 2 chi nam bắc. Chi phía nam của Nhu Nhiên chạy tới khu vực thượng nguồn Liêu hà và sau này trở thành tổ tiên của người Khiết Đan. Chi phía bắc chạy tới khu vực phía đông dãy núi Nhã Bố Lạc Nặc Phu và phía nam dãy núi Ngoại Hưng An Lĩnh, trở thành tổ tiên của người Thất Vi. Thất Vi sau này có lẽ là tổ tiên của người Mông Cổ. Xem thêm Nhu Nhiên.

### Tây Tiên Ti
Em của Mộ Dung Hối là Mộ Dung Thổ Cốc Hồn dẫn những người theo mình theo hướng đông bắc tới miền đông Thanh Hải, lập ra nước Thổ Cốc Hồn. Trong thời kỳ cực thịnh của mình thì Thổ Cốc Hồn chiếm cứ khu vực ngày nay là Thanh Hải, Cam Túc, phía nam Tân Cương, phía tây Tứ Xuyên. Năm 663, Thổ Cốc Hồn bị Thổ Phồn tấn công và chiếm đóng. Nước này diệt vong.
Người ta cho rằng các cuộc hôn nhân hỗn chủng giữa người Tiên Ti, Ô Hoàn và Hung Nô đã tạo ra người Thiết Phất. Người Thiết Phất nổi tiếng là Hách Liên Bột Bột đã thành lập ra nước Hạ. Xem thêm Hung Nô.
Tại phía bắc Âm sơn, hôn nhân giữa người Tiên Ti với người Sắc Lặc (Đinh Linh) đã hình thành ra bộ tộc Khất Phục. Năm 383, viên tướng của Tiền Tần là Khất Phục Quốc Nhân sau trận Phì Thủy đã thành lập tại khu vực ngày nay là Du Trung (Cam Túc) nên nước Tần, sử gọi là Tây Tần. Năm 400, Tây Tần bị họ Diêu của người Khương (Hậu Tần) đánh bại, Khất Phục Càn Quy chạy sang hàng Nam Lương. Năm 409 Khất Phục Càn Quy xây dựng lại nước Tây Tần. Năm 431 Tây Tần bị họ Hách Liên của nước Hạ tiêu diệt.
Thị tộc Thốc Phát cùng thị tộc Thác Bạt vốn cùng một gốc. Năm 397, Thốc Phát Ô Cô làm phản Hậu Lương, thành lập Nam Lương. Năm 414 Nam Lương bị họ Khất Phục của Tây Tần tiêu diệt, người của thị tộc Thốc Phát chạy sang hàng Bắc Ngụy, được ban cho họ "Nguyên".

## Hiện đại
Người Tiên Ti sau này tản mát và bị đồng hóa hay hỗn huyết để trở thành người Hán, người Mông Cổ cùng các dân tộc khác tại phương bắc Trung Quốc. Người Tích Bá tự nhận là hậu duệ của người Tiên Ti.